# Підводні човни типу «Калев»
Підводні човни типу «Калев» (ест. Kalev-klassi allveelaevad) — клас військових кораблів з 2 підводних мінних загороджувачів, випущених британськими суднобудівельними компаніями на замовлення естонських ВМС у 1935—1936 роках. У 1940 році після анексії Естонії Радянським Союзом вони були конфісковані радянським флотом та уведені до складу Балтійського флоту РСЧФ. Обидва човни взяли участь у бойових діях у Балтійському морі під час німецько-радянської війни. «Калев» зник безвісти у листопаді 1941 року, «Лембіт» пройшов усю війну та був у 1979 році виведений зі складу флоту й перетворений на корабель-музей, який стоїть у Таллінні.

## Підводні човни типу «Калев»
Позначення
| № | Корабель               | На честь | Верф                                          | Закладено      | Спущено      | У строю         | Статус |
| - | ---------------------- | -------- | --------------------------------------------- | -------------- | ------------ | --------------- | --- |
| 1 | «Калев» (ест. Kalev)   | Калев    | Vickers and Armstrongs Ltd, Барроу-ін-Фернесс | травень 1935   | 7 липня 1936 | 12 березня 1937 | 18 вересня 1940 року конфіскований радянським ВМФ. Після 29 жовтня 1941 року зниклий безвісти в Балтійському морі                                           |
| 2 | «Лембіт» (ест. Lembit) | Лембіту  | Vickers and Armstrongs Ltd, Барроу-ін-Фернесс | 19 червня 1935 | 7 липня 1936 | 14 травня 1937  | 18 вересня 1940 року конфіскований радянським ВМФ. 1979 році виведений зі складу флоту, перетворений на корабель-музей у Морському музеї Естонії в Таллінні |